# 이카트
이카트(Ikat, 말레이폴리네시아어파로 문자 그대로 "묶다"는 의미)는 염색 및 직조 전에 실에 방염 기술을 적용하여 직물을 패턴화하는 데 사용되는 동남아시아의 염색 기술이다. 이카트 직조 전통이 가장 널리 퍼져 있는 동남아시아에서는 관련 전통을 두 가지 일반적인 그룹으로 나눌 수 있다. 첫 번째는 따이까다이어를 사용하는 민족(라오스, 베트남 북부, 하이난성)에서 발견된다. 두 번째이자 더 큰 그룹은 오스트로네시아족(인도네시아, 필리핀, 말레이시아, 브루나이, 동티모르) 사이에서 발견되며 오스트로네시아 확장을 통해 마다가스카르까지 퍼졌다. 현대에는 인도네시아의 직물 전통과 가장 두드러지게 관련되어 있으며, 이카트라는 용어는 여기에서 유래했다. 인도, 중앙아시아, 일본(카스리라고 불림), 아프리카, 아메리카를 포함하여 세계의 다른 지역에서도 독립적으로 발전한 유사한 관련 없는 염색 및 직조 기술이 존재한다.
이카트에서는 원하는 패턴으로 실낱이나 실다발을 단단히 묶어 방염 처리를 한다. 그런 다음 실을 염색한다. 묶음은 새로운 패턴을 만들기 위해 변경될 수 있으며 실은 다른 색상으로 다시 염색될 수 있다. 이 과정은 정교한 다색 패턴을 만들기 위해 여러 번 반복될 수 있다. 염색이 끝나면 모든 묶음을 제거하고 실을 천으로 엮는다. 홀치기염색 및 바틱과 같은 다른 방염 기술에서는 방염 처리가 직조된 천에 적용되는 반면, 이카트에서는 천으로 직조되기 전에 실에 방염 처리가 적용된다. 표면 디자인이 완성된 천이 아니라 실에 만들어지기 때문에 이카트에서는 직물의 양면 모두에 패턴이 있다. 이카트는 세 가지 일반적인 유형으로 분류할 수 있다: 각각 날실과 씨실이 염색되는 날실 이카트와 씨실 이카트; 그리고 날실과 씨실 모두 염색되는 이중 이카트.
이카트 직물의 특징은 디자인이 "흐릿하게" 보인다는 점이다. 흐릿함은 직공이 염색된 실을 완벽하게 배열하여 완성된 천에 패턴이 완벽하게 나오도록 하는 데 극도의 어려움을 겪기 때문에 발생한다. 흐릿함은 더 가는 실을 사용하거나 장인의 기술로 줄일 수 있다. 흐릿함이 적고 여러 색상과 복잡한 패턴을 가진 이카트는 만들기가 더 어렵기 때문에 종종 더 비싸다. 그러나 이카트의 특징인 흐릿함은 직물 수집가들에게 종종 높이 평가된다.

## 어원
이카트는 말레이어 단어로, 문맥에 따라 명사로는 코드, 실, 매듭, 또는 다발을 의미할 수 있으며, 또한 완성된 이카트 직물뿐만 아니라 "묶다" 또는 "묶어두다"라는 동사를 의미할 수도 있다; ikatan이라는 용어는 묶음 또는 매듭의 명사이다. 이는 인도네시아어의 수마트라, 보르네오섬, 자와섬, 발리주, 술라웨시섬, 숨바섬, 플로레스섬, 티모르섬에서 유래한 동족어와 직접적인 어원 관계가 있다. 따라서 완성된 이카트 직물의 이름은 탈리(실, 밧줄)가 첼루판(담그는 방식으로 염색)에 넣기 전에 이카트(묶이고, 묶여지고, 매듭지어진)된 다음 베르잘린(짜여지고, 얽히고설킨)되어 이카트로 줄어든 베르잘린 이카트에서 유래한다.
이카트라는 용어가 유럽 언어에 도입된 것은 Rouffaer에게 귀속된다. 이카트는 이제 직물이 어디에서 생산되었는지 또는 어떻게 패턴화되었는지에 관계없이 공정과 직물 자체를 설명하는 데 사용되는 일반적인 영어 외래어이다.
인도네시아어에서는 이카트의 복수형이 이카트이다. 반면 영어에서는 흔히 이카트처럼 복수 접미사 's'가 붙는다. 그러나 이 용어들은 상호 교환이 가능하며 둘 다 올바르다.

## 역사

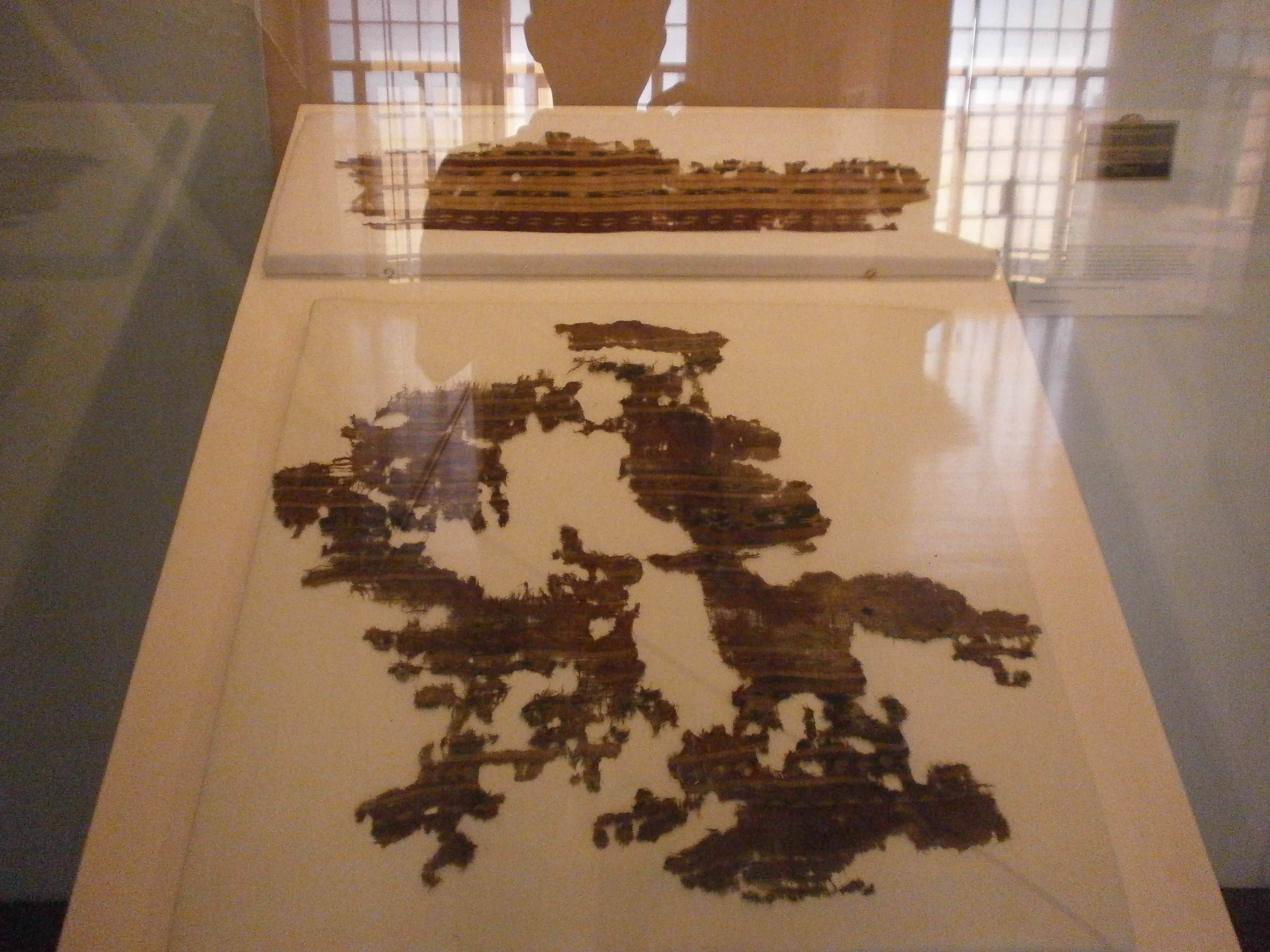
필리핀 국립박물관에 있는 동남아시아 날실 이카트의 가장 오래된 현존하는 예인 반톤 매장포(기원후 1200-1300년경). 이 천은 롬블론주, 필리핀의 신성한 이폿 동굴에서 발견되었다. 마닐라삼으로 만들어졌으며, 고유 바나나의 한 종이다.

동남아시아의 날실 이카트 전통은 신석기 시대 직조 전통(최소 6000 BP보다 오래됨)이 아시아 본토 어딘가에서 시작된 것으로 여겨지며, 오스트로네시아족 및 따이까다이어 사용 민족과 관련이 있다. 이는 2012년 직기 기술, 직물 패턴 및 언어학에 대한 비교 연구를 기반으로 한다. 이는 오스트로네시아 확장과 함께 해양 동남아시아로 퍼져 기원전 1천년경 마다가스카르까지 도달했다.
이전에는 일부 저자들이 이카트 전통이 원래 베트남의 동선 문화와의 접촉을 통해 오스트로네시아인들이 습득한 것이라고 제안했지만, 2012년 연구에서는 이는 가능성이 낮다고 보았다.
특히 인도와 중앙아시아의 다른 지역에서도 "이카트"라고도 알려진 매우 유사한 전통이 발전했다. 이들은 아마도 독립적으로 발전했을 것이다. 위구르인들은 이를 아틀라스(IPA [ɛtlɛs])라고 부르며 여성 의류에만 사용한다. 역사 기록에 따르면 청나라 점령 기간 동안 27가지 종류의 아틀라스가 있었다. 현재는 4가지 종류의 위구르 아틀라스만 남아 있다: 나이든 여성 의류에 사용되는 검은색 이카트인 카라-아틀라스; 기혼 여성에게 사용되는 노란색, 파란색 또는 보라색 이카트인 코자'에-아틀라스; 소녀들에게 사용되는 빨간색 이카트인 키질-아틀라스; 그리고 야르켄트-아틀라스, 즉 칸 또는 왕실 아틀라스이다. 야르켄트-아틀라스는 더 다양한 스타일을 가지고 있다; 야르칸드 칸국(1514–1705) 동안 10가지 다른 스타일의 야르켄트-아틀라스가 있었다.

## 유형

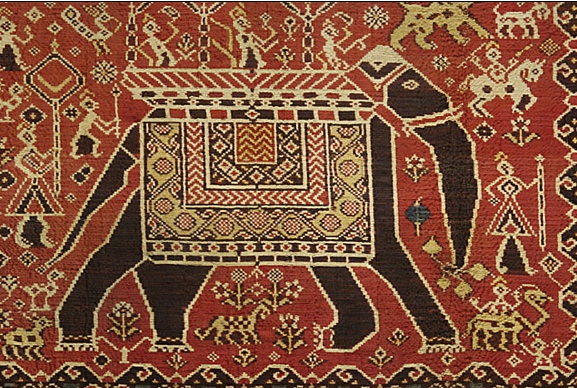
19세기 초의 전형적인 구자라트 파톨라 이중 이카트의 세부 사항. 로스앤젤레스 카운티 미술관 직물 컬렉션.

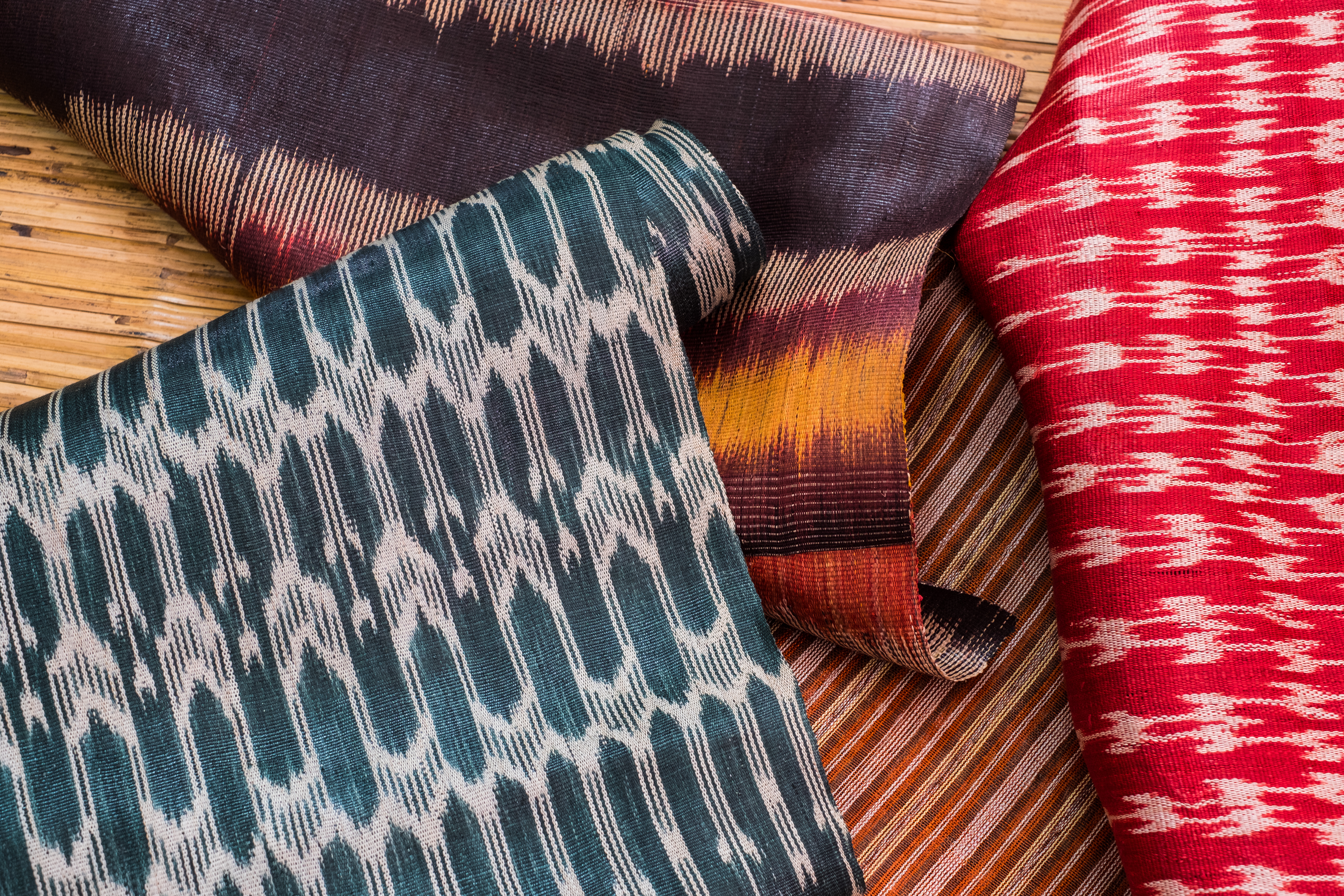
필리핀의 트볼리족 "꿈 직조공"들이 만든 전통 트날락 마닐라삼 천의 날실 이카트 패턴

날실 이카트에서는 이카트 기술을 사용하여 날실만 염색된다. 씨실은 단색으로 염색된다. 이카트 패턴은 씨실이 직조되기 전에도 직기에 감겨 있는 날실에서 명확하게 보인다. 날실 이카트는 다른 곳에서도 생산되지만 인도네시아에서 더 구체적으로 칼리만탄, 술라웨시섬, 수마트라섬에서 각각 다약족, 토라자족 및 바탁족에 의해 생산된다.
씨실 이카트에서는 염색된 패턴을 씨실의 직조가 운반한다. 따라서 패턴은 직조가 진행될 때만 나타난다. 씨실 이카트는 디자인의 선명도를 유지하기 위해 북이 지나갈 때마다 씨실을 조심스럽게 조정해야 하므로 날실 이카트보다 훨씬 느리게 직조된다.
이중 이카트는 직조 전에 날실과 씨실 모두를 방염하는 기술이다. 분명히 가장 만들기가 어렵고 가장 비싸다. 이중 이카트는 인도, 일본, 인도네시아의 세 나라에서만 생산된다. 인도 구자라트의 파탄에서 만들어지는 이중 이카트는 가장 복잡하다. "파톨라"라고 불리며, 가는 견섬유 실과 여러 색상을 사용하여 만들어진다. 6미터 길이의 사리 전체에 걸쳐 작은 모티프가 여러 번 반복되는 패턴을 가질 수 있다. 때로는 파탄 이중 이카트가 길이에 걸쳐 반복되지 않는 그림을 묘사하기도 한다. 즉, 각 색상의 각 작은 디자인 요소가 날실과 씨실에 개별적으로 묶여 있었다. 이는 직물 예술에서 놀라운 업적이다. 이러한 인기 있는 직물은 네덜란드령 동인도 회사에 의해 인도네시아 술탄국과의 독점적인 향신료 무역 권리를 위해 거래되었다. 동발리의 작은 발리 아가 마을, 텡가난에서 직조된 이중 이카트는 인도네시아에서 이 귀중한 직물의 영향을 반영한다. 일부 텡가난 이중 이카트 모티프는 파톨라 전통에서 직접 가져온 것이다. 인도에서는 이중 이카트가 날곤다구 푸타파카에서도 직조되며, 푸타파카 사리라고 불린다. 일본에서는 이중 이카트가 오키나와 섬에서 직조되며 다테-요코 가수리라고 불린다.

## 분포

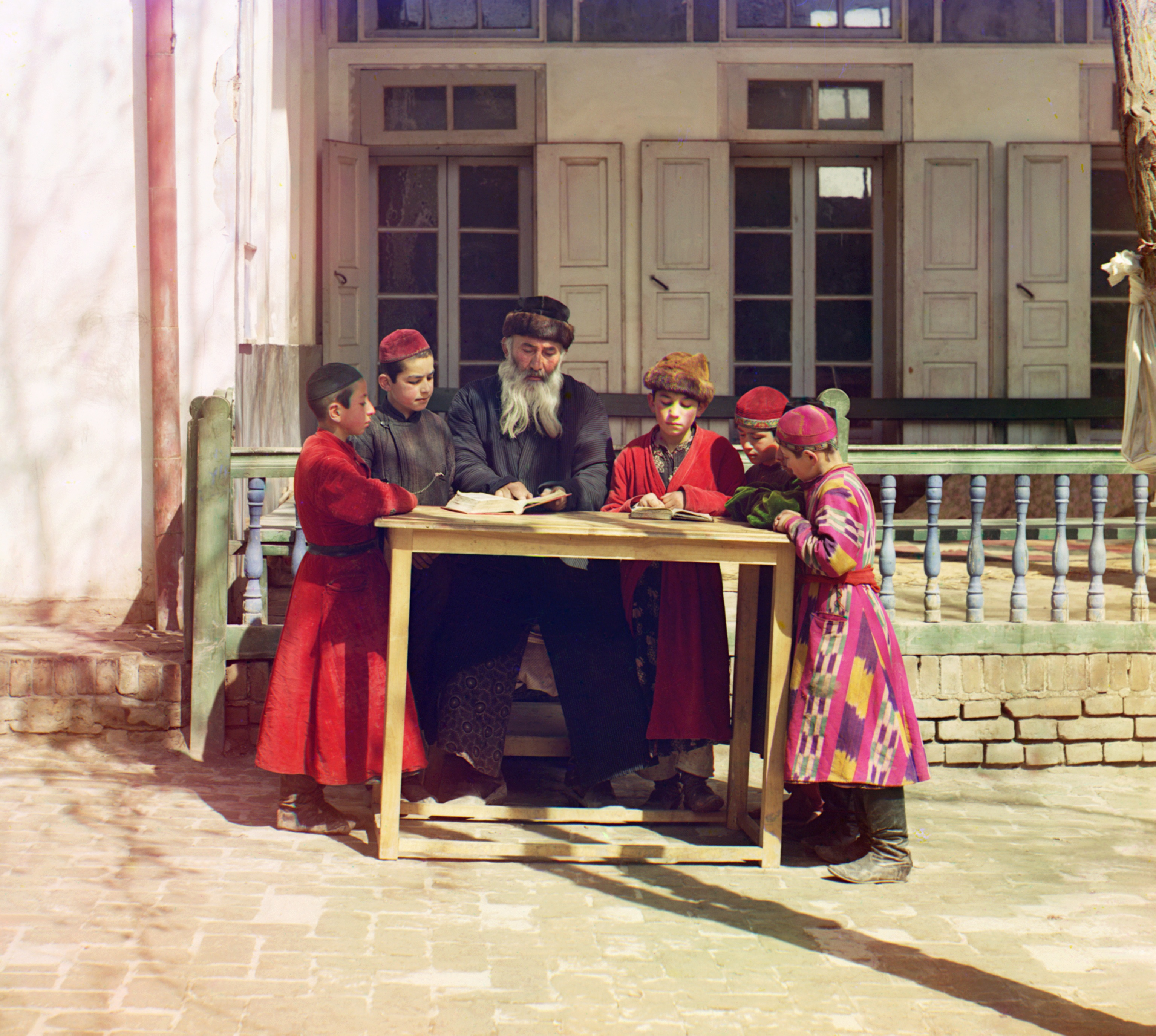
19세기 사마르칸트에서 이카트 로브를 입은 아이. 아이들은 종종 성인 의류의 작은 버전을 입었다.

이카트는 세계 여러 문화권에서 흔히 볼 수 있는 방염 기술이다. 아마도 가장 오래된 직물 장식 형태 중 하나일 것이다. 그러나 인도네시아, 인도, 일본에서 가장 널리 퍼져 있다. 남아메리카, 중앙아메리카, 북아메리카에서는 각각 아르헨티나, 볼리비아, 에콰도르, 과테말라, 멕시코에서 이카트가 여전히 흔히 사용된다.
19세기에는 비단길의 사막 오아시스인 부하라, 사마르칸트, 호탄시, 카슈가르시(현재 우즈베키스탄과 신장 위구르 자치구에 위치한 중앙아시아)가 고급 위구르 실크 이카트로 유명했다.
인도, 일본, 인도네시아 및 캄보디아, 미얀마, 필리핀, 태국을 포함한 많은 동남아시아 국가에는 이카트 방염의 오랜 역사를 가진 직조 문화가 있다.
이중 이카트 직물은 여전히 인도, 일본, 인도네시아에서 발견된다. 인도네시아에서는 서쪽의 수마트라에서 동쪽의 티모르, 북쪽의 칼리만탄과 술라웨시까지 섬 전역에서 이카트 직물이 생산된다. 이카트는 이란에서도 발견되며, 페르시아어 이름은 다라이이다. 다라이는 부를 의미하며, 이 직물은 결혼식 동안 신부의 지참금에 종종 포함된다; 이 직물을 구매하는 사람들은 부유했다.

## 제작

### 날실 이카트

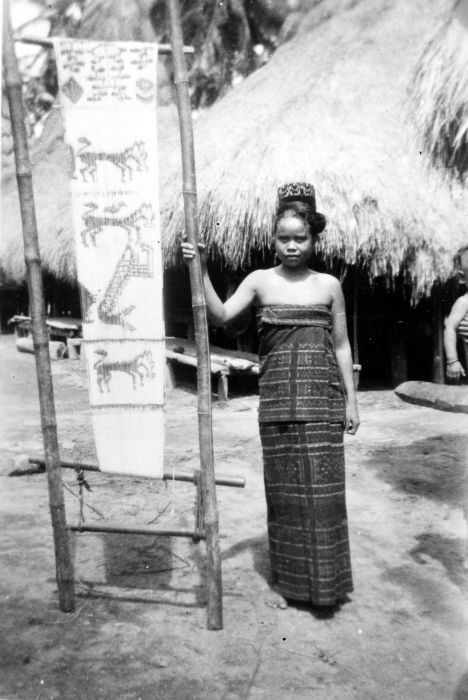
캄베라, 숨바 출신의 젊은 여성이 이카트 의류를 입고 천을 염색할 준비가 된 날실을 묶고 있다. 1931년

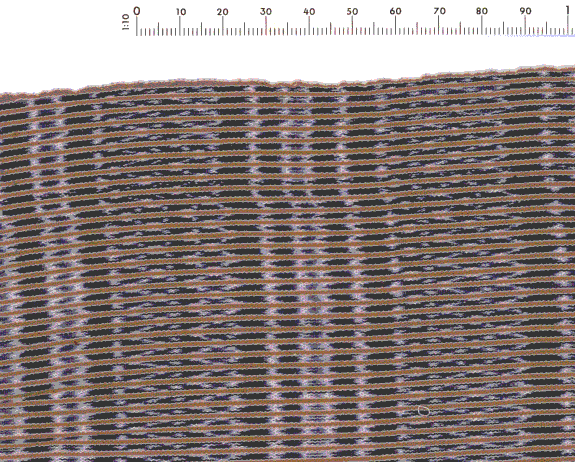
멕시코 테난싱고의 삼색 날실 이카트 직물

날실을 염색하여 만든 이카트(날실 이카트)는 씨실 이카트나 이중 이카트보다 만들기가 간단하다. 먼저 실(면섬유, 견섬유, 모섬유 또는 기타 섬유)을 묶는 틀에 감는다. 그런 다음 다발로 나눈다. 묶는 과정은 매우 노동 집약적이므로 종이 인형처럼 실 다발을 접고, 염색이 완료된 후 직조를 위해 실을 펼쳤을 때 종이 인형처럼 반복될 기본 이카트 모티프(BIM)를 묶어 작업을 최소화한다. 실 다발은 수직 및 수평 축 주위로 접힐 수 있다. 다발은 바틱처럼 왁스로 덮을 수 있다. (그러나 바틱을 만들 때 장인은 직조할 실이 아니라 완성된 천에 방염 처리를 한다.) 그런 다음 날실은 원치 않는 염료 침투를 방지하기 위해 원하는 패턴으로 실이나 다른 염료 저항성 재료로 단단히 감싼다. 디자인을 완성하는 데 필요한 색상 수에 따라 절차가 반복된다. 여러 색상을 사용하는 것이 일반적이며, 여러 번 묶고 염색해야 한다. 염색이 끝나면 묶음을 제거하고 실을 날실(세로 실)로 직기에 감는다. 모티프를 정확하게 정렬하기 위해 실을 조정하고, 직조 중에 얽히거나 정렬이 틀어지는 것을 방지하기 위해 얇은 대나무 스트립을 실에 묶는다.
중앙아시아와 같은 일부 이카트 전통은 디자인에서 흐릿한 미학을 포용한다. 다른 전통은 이카트 실의 더 정확하고 달성하기 어려운 정렬을 선호한다. 남아메리카와 인도네시아 이카트는 높은 수준의 날실 정렬로 유명하다. 직공들은 직기에 날실을 놓을 때 패턴이 명확하게 나타나도록 조심스럽게 날실을 조정한다. 얇은 대나무 조각은 직조 중에 패턴 정렬을 유지하기 위해 날실에 묶인다.
패턴은 씨실(단색 실)이 직조되기 전에도 날실에서 볼 수 있다. 일부 날실 이카트 전통은 수직축 대칭으로 디자인되거나 긴 중심선에 따라 "거울 이미지"를 가지고 있다. 즉, 오른쪽에 직조된 패턴이나 디자인은 중앙 날실 그룹에 대해 역순으로 왼쪽에 복제된다. 패턴은 수직, 수평 또는 대각선으로 생성될 수 있다.

### 씨실 이카트
씨실 이카트(발리의 엔덱)는 씨실에 방염을 사용한다. 직조 과정에서 씨실의 움직임은 정확하게 구분된 패턴을 달성하기 더 어렵게 만든다. 패턴의 선명도를 유지하기 위해 북이 지나갈 때마다 씨실을 조정해야 한다.
그럼에도 불구하고, 매우 숙련된 장인은 정밀한 씨실 이카트를 생산할 수 있다. 일본 직공들은 면에 작은 규모의 모티프로 매우 정확한 인디고와 흰색 씨실 이카트를 생산한다. 인도 오디샤주의 직공들은 씨실 이카트에서 미세한 패턴을 복제했다. 태국에서는 직공들이 7가지 색상의 씨실 이카트로 새와 복잡한 기하학적 디자인을 묘사한 실크 사롱을 만든다.
일부 정밀한 씨실 이카트 전통(인도 구자라트)에서는 두 명의 장인이 천을 짠다: 한 명은 북을 통과시키고 다른 한 명은 실이 직물에 놓이는 방식을 조정한다.
씨실은 연속적인 가닥이므로, 직조 장력의 이상이나 변형은 누적된다. 일부 씨실 이카트 전통은 이러한 효과를 미학에 통합한다. 패턴은 직조 과정을 통해 불규칙하고 불규칙한 디자인으로 변형된다. 과테말라 이카트는 아름다운 "흐림"으로 잘 알려져 있다.

## 이중 이카트

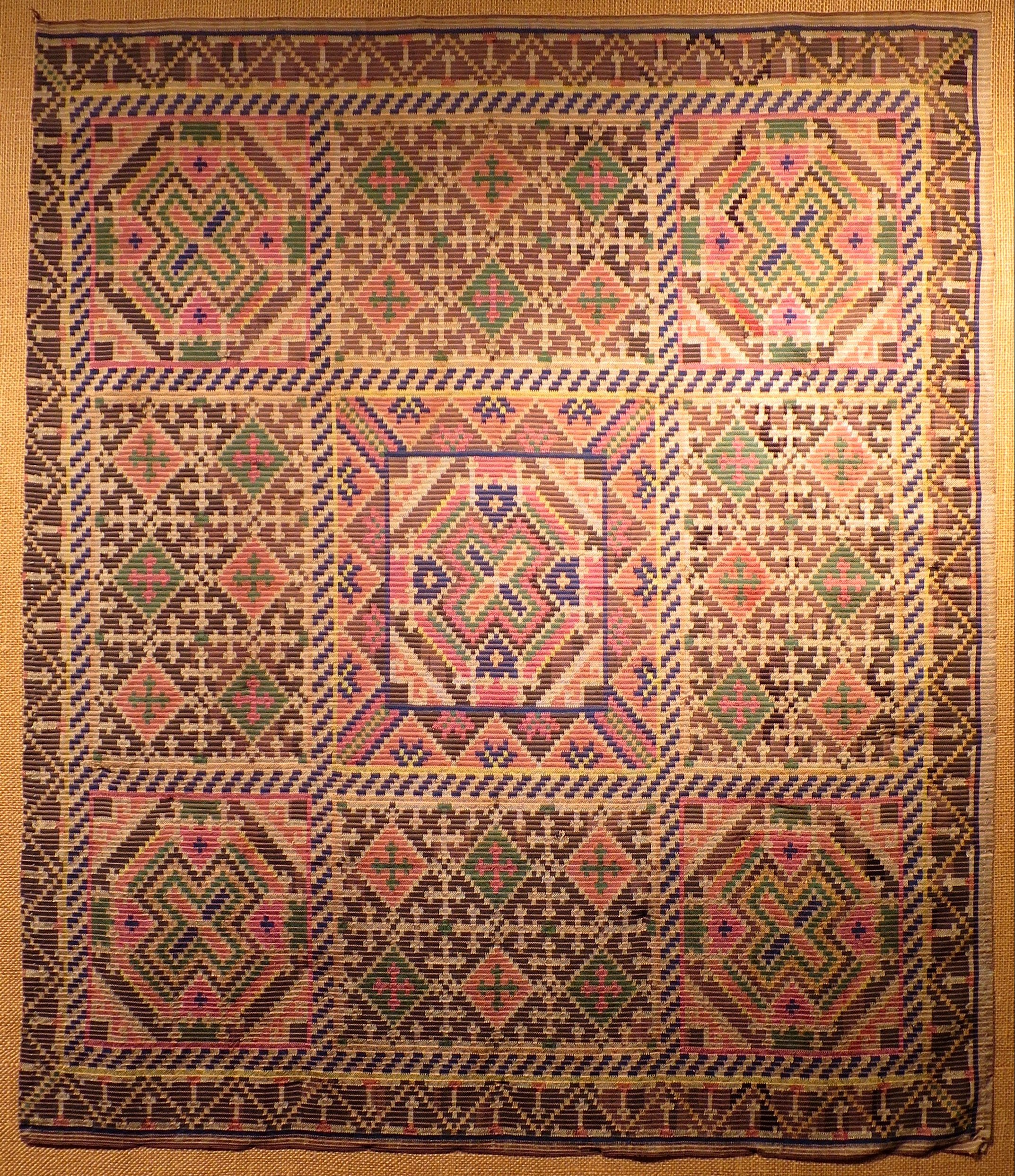
필리핀 술루주에서 마닐라삼(바나나 잎 줄기) 섬유로 만든 이중 이카트 직물.

이중 이카트는 직조 전에 날실과 씨실 모두를 방염하여 만든다. 일부 자료에서는 날실과 씨실 패턴이 겹쳐져 공통의 동일한 모티프를 형성할 때만 이중 이카트라는 용어를 사용한다. 그렇지 않은 경우 결과는 복합 이카트라고 불린다.
이러한 형태의 직조는 정밀한 패턴을 짜기 위해 가장 많은 기술을 필요로 하며, 이카트의 최고 형태로 간주된다. 필요한 노동력과 기술 또한 가장 비싸게 만들며, 많은 저품질 천이 관광 시장에 넘쳐난다. 인도와 인도네시아의 예시는 매우 정밀한 이중 이카트를 대표한다. 특히 귀중하게 여겨지는 것은 인도에서 파톨라(단수: 파톨루)로 알려진 실크로 짜여진 이중 이카트이다. 이들은 캄바트, 구자라트 출신이다. 식민지 시대에 네덜란드 상인들은 향신료 무역의 절정기에 파톨라를 명품 무역 천으로 사용했다.
인도네시아에서는 이중 이카트가 발리 아가 마을 텡가난에서만 직조된다. 이 천들은 높은 정신적 의미를 지닌다. 텡가난에서는 특정 의식을 위해 여전히 착용된다. 텡가난 외에서는 게링싱이 마법의 힘을 지닌다고 알려져 귀중히 여겨진다.
일본의 이중 이카트는 오키나와 섬에서 직조되며 다테-요코 가수리라고 불린다.

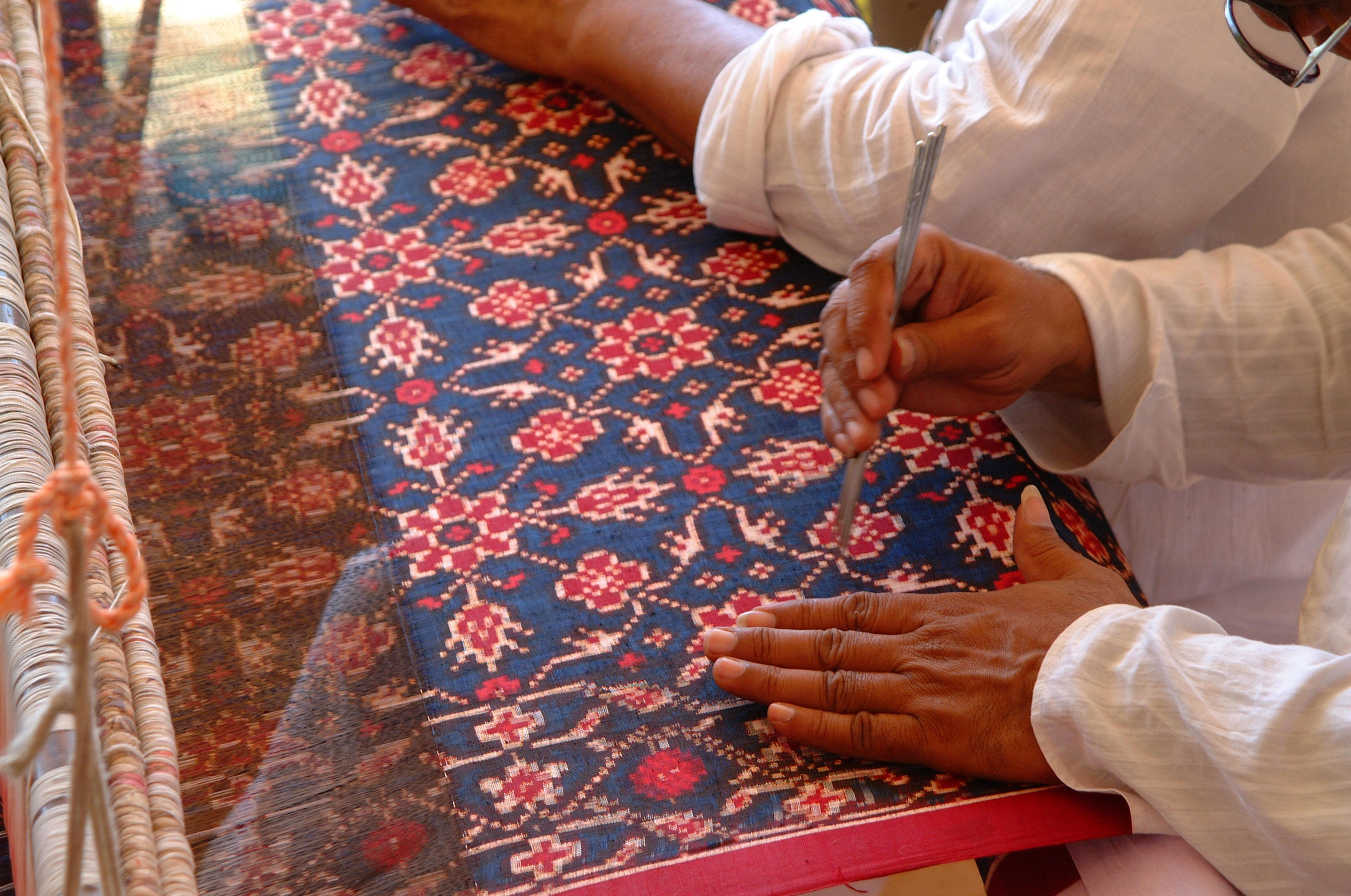
인도 직물 예술가들이 이중 이카트 파톨라 직조를 시연한다.

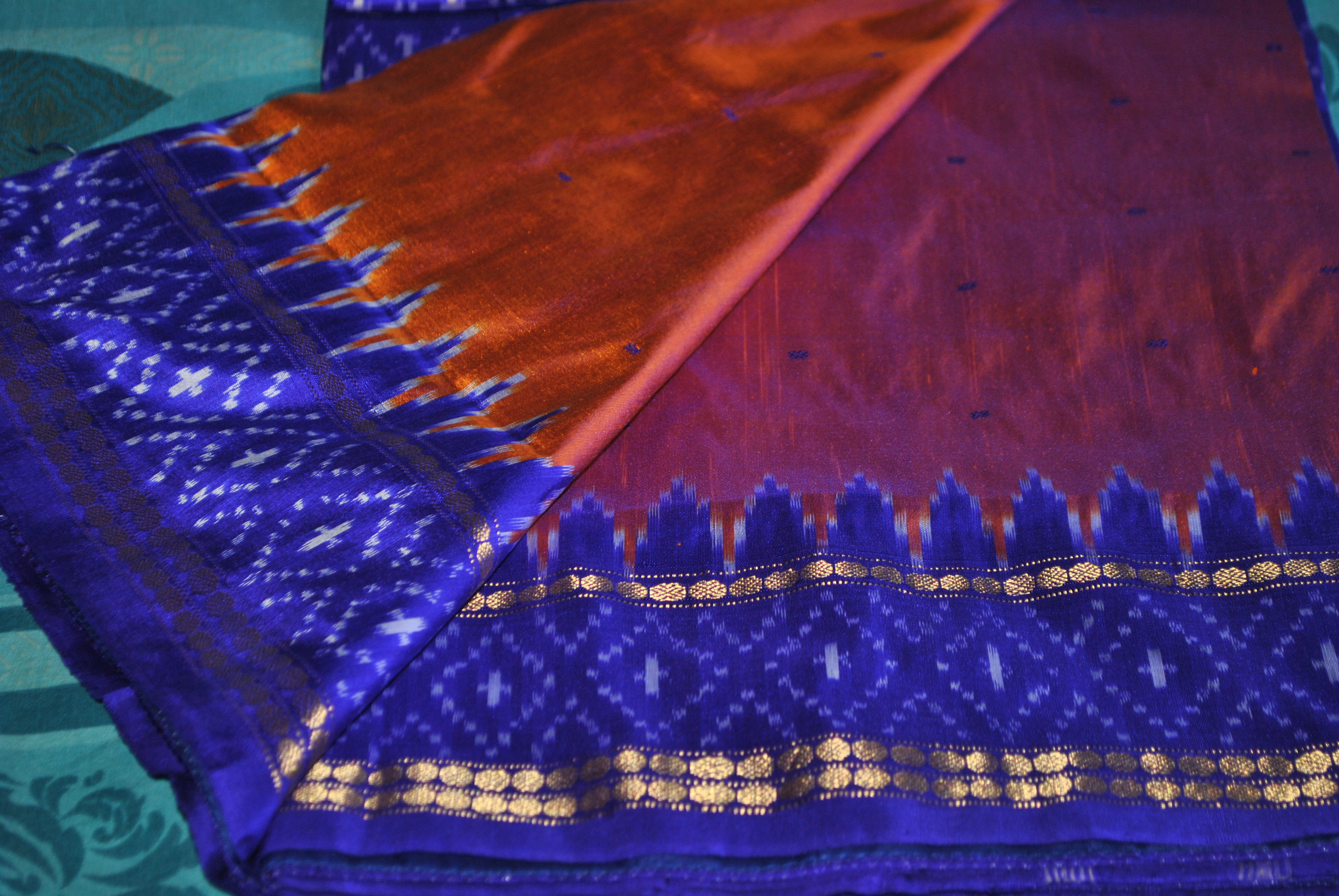
오디샤 이중 이카트 삼발푸리 사리, 인도

인도 날곤다구의 작은 마을 안드라 프라데시에서 생산되는 포참팔리 사리는 이중 이카트로 짜여진 실크 사리의 한 종류이다.
푸타파카 사리는 인도 날곤다구 삼스탄 나라얀푸람 만달의 푸타파카 마을에서 만들어진다. 독특한 실크 사리 스타일로 유명하다. 대칭 디자인은 200년 이상 되었다. 이카트는 날실 기반이다. 푸타파카 사리는 이중 이카트이다.
직조가 시작되기 전에 아수라고 불리는 실의 수동 감기가 필요하다. 이 과정은 사리 한 장당 최대 5시간이 걸리며, 일반적으로 여성들이 수행하는데, 각 사리마다 9000번 이상 손을 앞뒤로 계속 움직여 육체적인 부담을 겪는다. 1999년 젊은 직공 C. 말레샴은 아수를 자동화하는 기계를 개발하여 수십 년 된 문제에 대한 기술적 해결책을 마련했다.

### 오시마
오시마 이카트는 일본 고유의 이카트이다. 아마미오시마에서는 날실과 씨실이 모두 날실로 사용되어 뻣뻣한 직물을 짜고, 그 위에 이카트 직조용 실을 점 염색한다. 그런 다음 매트를 풀고 염색된 실을 오시마 천으로 직조한다.
오시마 공정은 자바와 발리에서 복제되었으며, 특히 클룽쿵과 우붓과 같은 왕실에만 허용되었다. 특히 자바 궁정 의복의 도도트 천 반-커머번드가 그러했다.

## 다른 나라

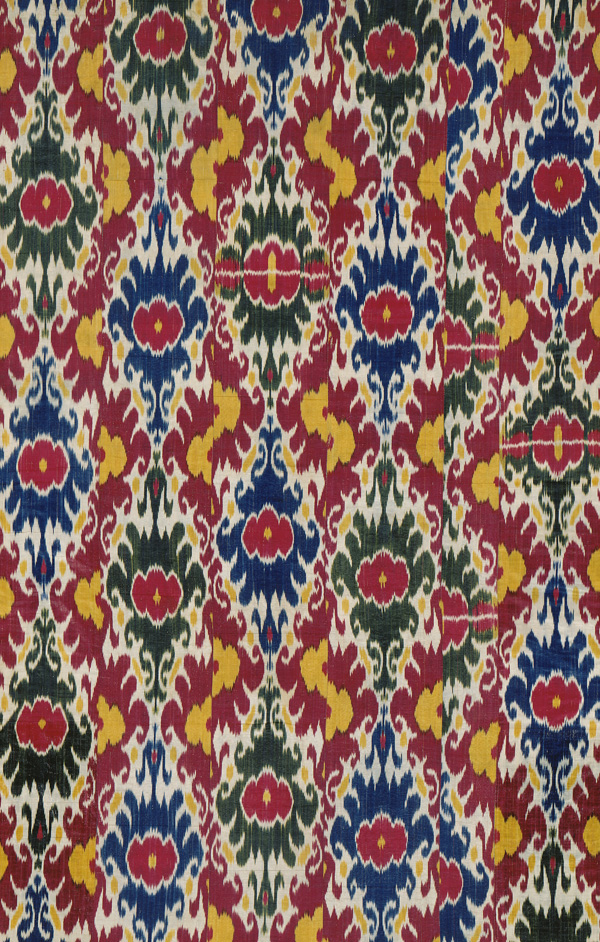
이카트 아브르, 실크와 면, 19세기 중반, 우즈베키스탄. 스미스소니언 컬렉션.

### 캄보디아
캄보디아 이카트는 불균일한 능직으로 여러 샤프트 직기에서 실크로 직조된 씨실 이카트로, 직물 앞면에서 씨실이 뒷면보다 더 두드러지게 나타난다.
19세기에는 캄보디아 이카트가 세계 최고의 직물 중 하나로 간주되었다. 1856년 태국 국왕이 미국에 왔을 때 프랭클린 피어스 대통령에게 선물로 고급 캄보디아 이카트 천을 가져왔다. 캄보디아 직물 중 가장 복잡한 패턴을 가진 것은 여성들이 입는 치마인 삼폿 홀과 특별한 의식을 위해 불탑이나 집을 장식하는 데 사용되는 벽걸이인 피단이다.
불행히도 캄보디아 문화는 20세기 중반 인도차이나 전쟁, 특히 크메르 루주 정권 동안 엄청난 혼란과 파괴를 겪었다. 대부분의 직조공들이 살해당했으며, 캄보디아 이카트 예술 전체는 사라질 위기에 처했다. 키쿠오 모리모토는 캄보디아에 이카트를 재도입하는 데 중요한 선구자이다. 1995년에 그는 일본에서 이주하여 예술을 아는 한두 명의 나이든 직조공과 크메르 루주 생존자들을 찾아 그들에게 새로운 세대에게 가르치게 했다.

### 태국
태국에서는 현지 씨실 이카트 유형의 직물이 마티미(mudmee 또는 mudmi로도 표기)로 알려져 있다. 전통적인 무드미 천은 귀족들 사이에서 일상적으로 사용하기 위해 짜여졌다. 다른 용도로는 의식용 의상이 포함되었다. 면으로 된 날실 이카트는 태국 북부의 카렌족과 라와 부족 민족에 의해서도 생산된다.
이러한 종류의 천은 수린, 시사켓, 부리람 지방을 중심으로 남부 이산에 거주하는 크메르인들이 가장 좋아하는 실크 품목이다.

### 이란

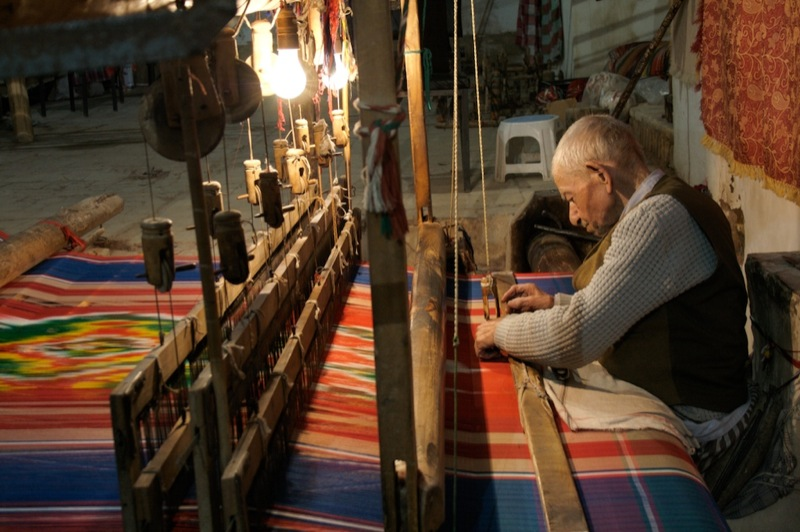
이란 야즈드에서 이카트 제작

이란에서는 다라이라는 이름으로 알려진 이카트가 여러 지역에서 직조되어 왔다. 야즈드에는 이를 생산하는 작업장이 있다. 이러한 종류의 천은 역사적으로 신부의 지참금에 포함되던 것이라고 한다. 대중 문화에서는 이러한 종류의 천을 사는 사람들이 부유한 사람들이었다는 말이 전해진다.

### 라틴 아메리카

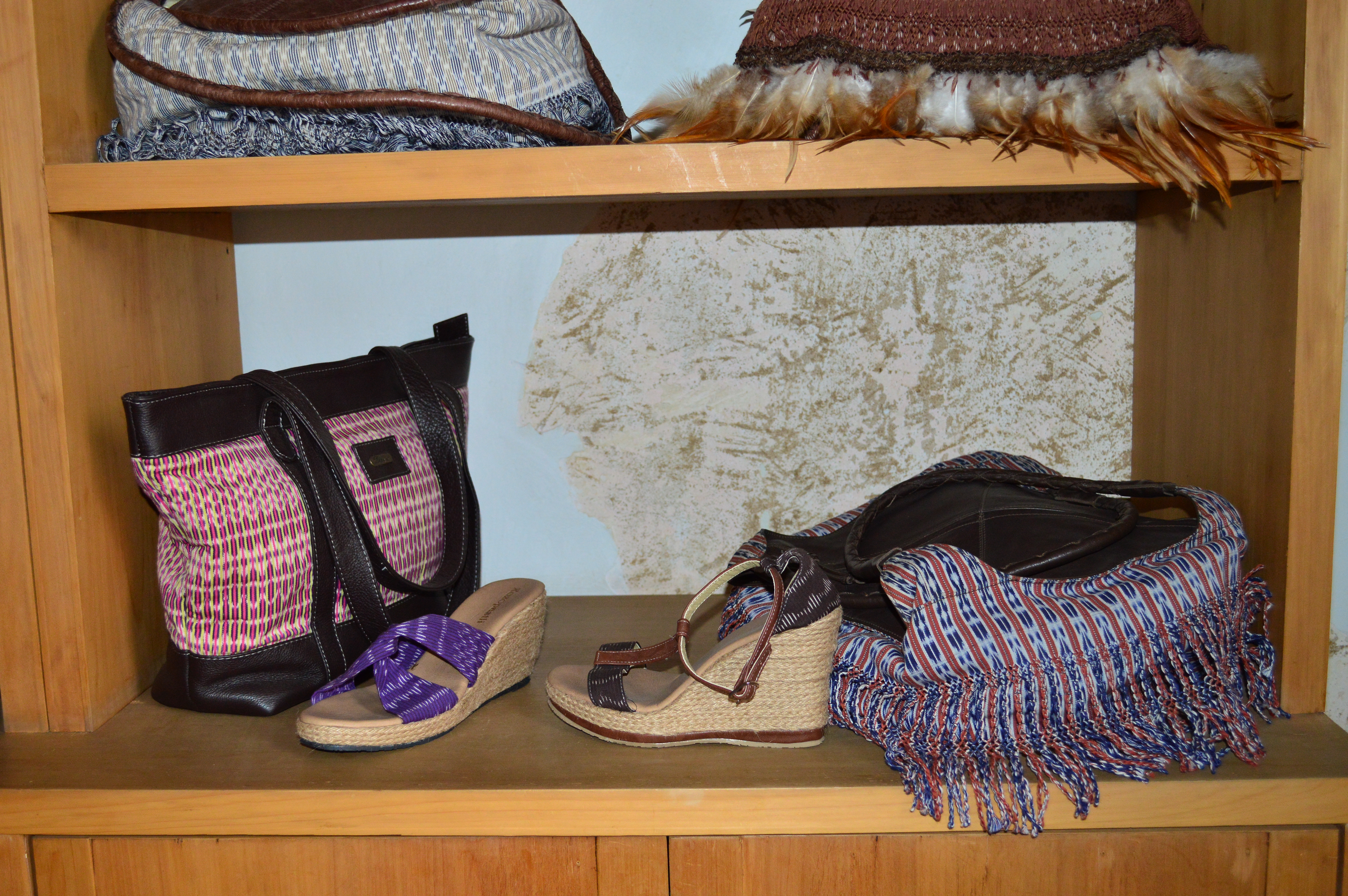
멕시코 에드멕스, 말리날코에서 판매되는 이카트 염색 직물로 만든 장인 수제 지갑과 신발. 오른쪽 하단의 지갑에서 보이는 라파세호(술)는 레보소의 특징이며 상당히 복잡하게 직조될 수 있다.

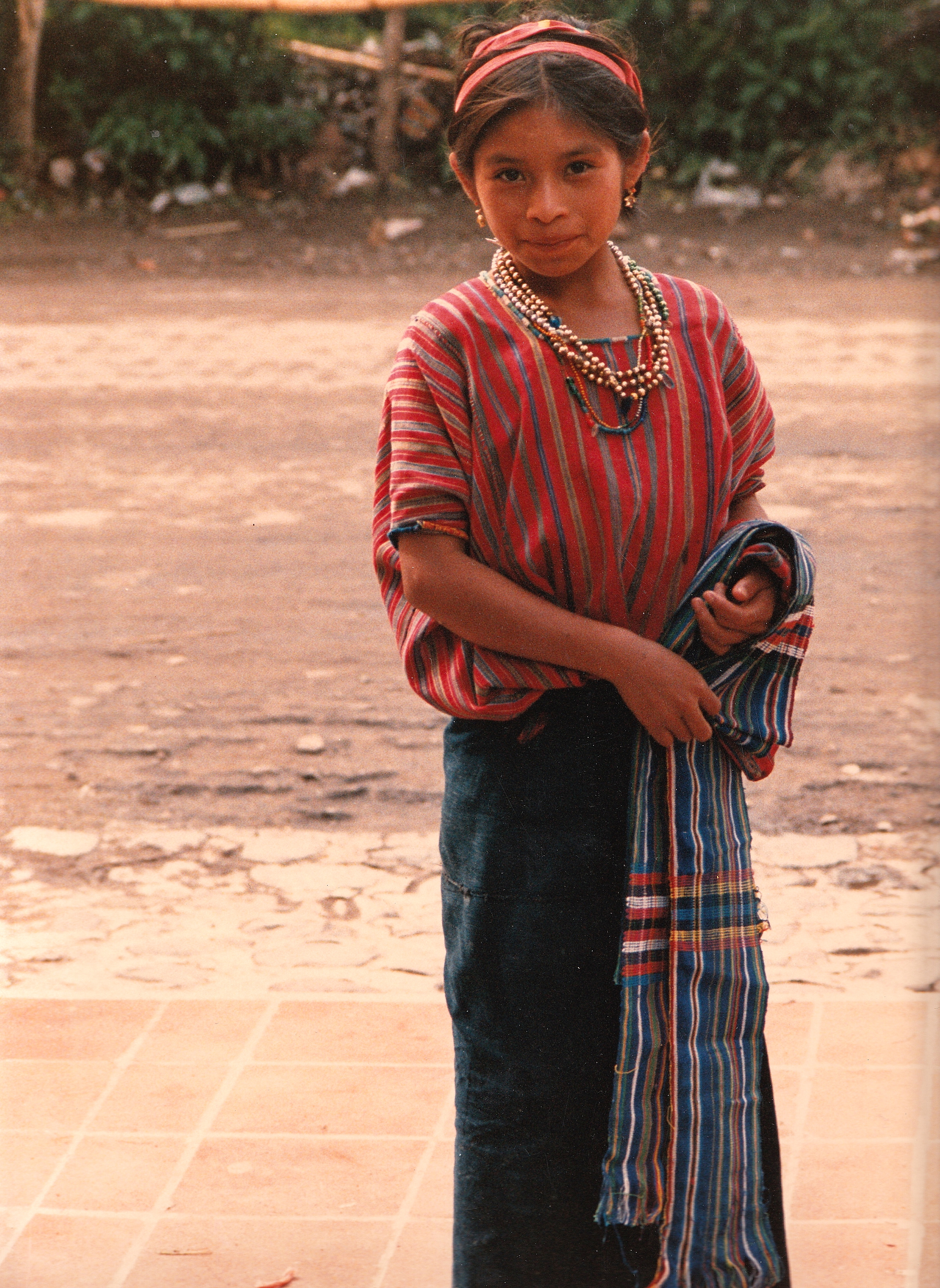
과테말라 고원 지대에 이카트 의류를 입은 젊은 여성

이카트 패턴은 안데스산맥 민족, 그리고 아르헨티나, 볼리비아, 브라질, 칠레, 콜롬비아, 에콰도르, 과테말라, 멕시코, 페루, 베네수엘라 원주민들 사이에서 흔히 볼 수 있다. 칠레의 우아소 카우보이들의 마푸체족 숄 또는 폰초가 서양에서 가장 잘 알려진 품목일 것이다. 모섬유와 카부야 섬유가 가장 흔히 사용된다.
멕시코 레보소는 실크, 울 또는 면으로 만들 수 있으며 자주 이카트로 염색된다. 이러한 숄은 멕시코 국가 정체성의 일부로 여겨지며 대부분의 여성은 적어도 하나는 소유하고 있다.
라틴 아메리카 이카트(마야 직조공들에게 자스페로 알려져 있음) 직물은 흔히 백스트랩 직기로 직조된다. 미리 염색된 날실은 전통 시장에서 흔한 품목으로, 직조공에게 많은 혼란, 비용, 시간, 노동을 절약해 준다. 다른 곳에서도 사용될 수 있는 라틴 아메리카의 혁신은 날실을 그룹으로 감싸는 둥근 막대를 사용하여 원하는 디자인을 더 정확하게 제어할 수 있게 하는 것이다. "코르테"는 과테말라 여성들이 입는 전형적인 랩 스커트이다.

### 인도
인도에는 수천 년 동안 이카트 예술이 존재해 왔다. 인도의 일부 지역에서는 사리와 쿠르티와 같은 이카트 가공 직물이 침대 시트, 문 스크린, 수건과 함께 매우 인기가 많다.

### 우즈베키스탄
이카트는 우즈벡 문화에서 흔히 볼 수 있는 직조 기술이다. 현지에서 아브르반디라고 불리는 우즈벡 이카트는 대담하고 화려한 패턴이 특징이다. 우즈벡 이카트의 역사는 19세기 우즈벡인들이 이 기술을 익히면서 시작되었다. 그 이후로 이카트는 우즈벡 문화 정체성의 필수적인 부분이자 전통 의상의 중요한 측면이 되었다.

## 인증
2010년 현재 인도네시아 공화국 정부는 와양, 바틱, 크리스에 대해 유네스코 무형문화유산 인정을 성공적으로 받은 후, 이카트 직조와 송켓, 가믈란에 대해 유네스코 무형문화유산 인증을 추진할 것이라고 발표했다.

## 같이 보기
- 바틱
- 송켓
- 테눈
- 트날락
- 직조
- 오디샤 이카트
- 발리 직물

## 추가 자료
- Gillow, John; Dawson, Barry (1995). 《Traditional Indonesian Textiles》. Thames and Hudson. ISBN 0-500-27820-2.
- Ghosh, G. K.; Ghosh, Shukla (2000). 《Ikat textiles of India》. APH Publishing. ISBN 9788176481670.
- Gibbon, Kate Fitz; Hale, Andrew (1997). 《Ikat: Silks of Central Asia : the Guido Goldman Collection》. Laurence King. ISBN 9781856691017.
- Rogers, Susan; Carey, Hana; Giglio, Patricia; Walters, Martha (2013). 《Transnational Ikat: An Asian Textile on the Move》 (Exhibit Catalog, Cantor Art Gallery).